# Zoungamè
Zoungamè è un arrondissement del Benin situato nella città di Aguégués (dipartimento di Ouémé) con 11.070 abitanti (dato 2006).